# Matt Sharp
 (août 2025).
Pour les articles homonymes, voir Sharp.
Matt Sharp (° Bangkok, le 22 septembre 1969) est un musicien américain. Il fut bassiste de Weezer de 1993 à 1998. Il a aussi fondé The Rentals, un groupe d'inspiration new wave qui a enregistré des albums en 1995 et 1999, avant de se reformer en 2006. Entre-temps, Sharp a présenté son matériel solo au cours de plusieurs tournées.